# Lilakremla
Lilakremla (Russula lilacea) är en svampart som beskrevs av Quél. 1876. Lilakremla ingår i släktet kremlor och familjen kremlor och riskor.  Arten är reproducerande i Sverige. Inga underarter finns listade i Catalogue of Life.

## Källor

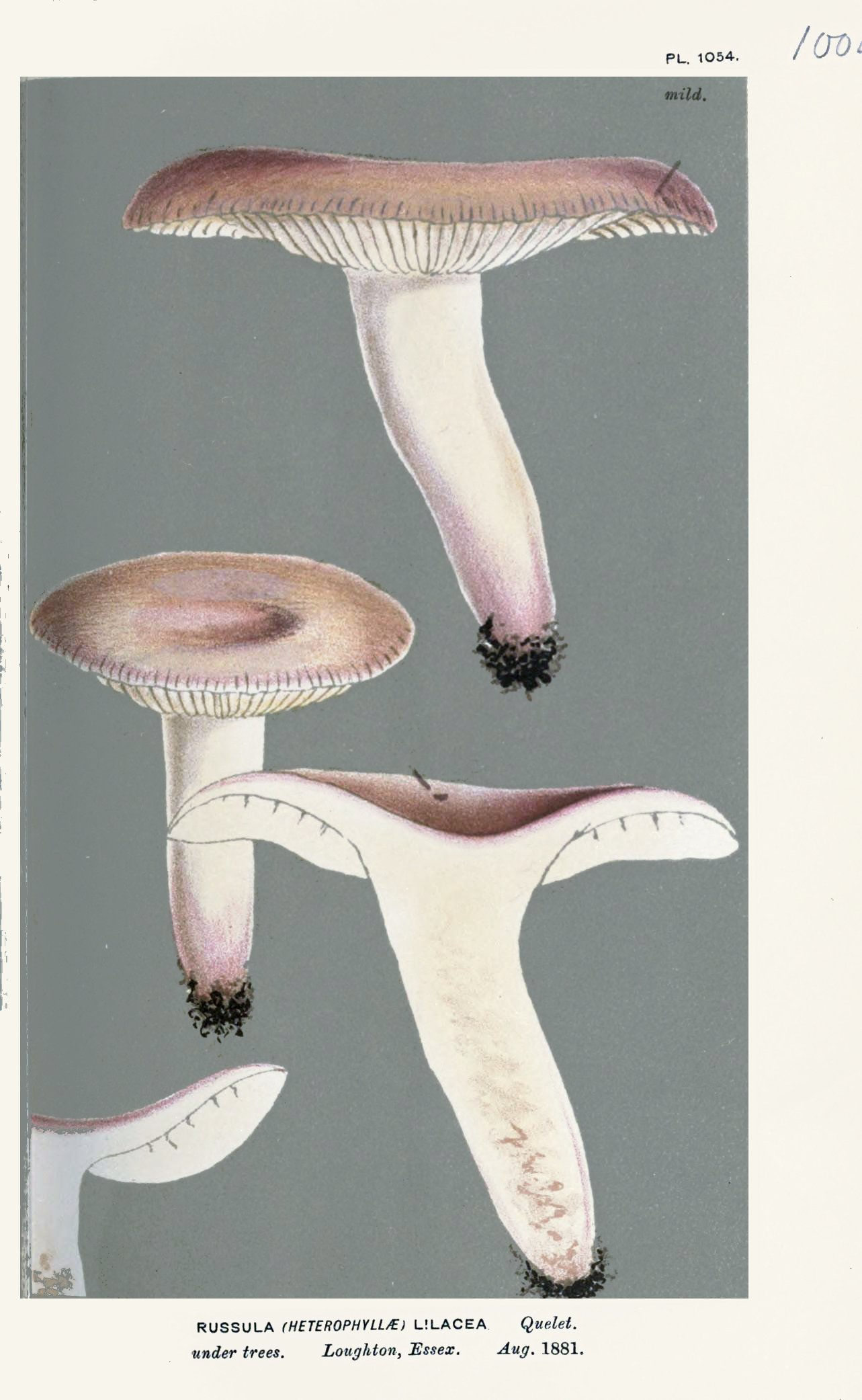